# Фишен им Алгој
Фишен им Алгој (њем. Fischen im Allgäu) општина је у њемачкој савезној држави Баварска. Једно је од 28 општинских средишта округа Обералгој. Према процјени из 2010. у општини је живјело 3.005 становника. Посједује регионалну шифру (AGS) 9780121.

## Географски и демографски подаци
Фишен им Алгој се налази у савезној држави Баварска у округу Обералгој. Општина се налази на надморској висини од 761 метра. Површина општине износи 13,6 km². У самом мјесту је, према процјени из 2010. године, живјело 3.005 становника. Просјечна густина становништва износи 221 становника/km².